# 保羅·泰勒

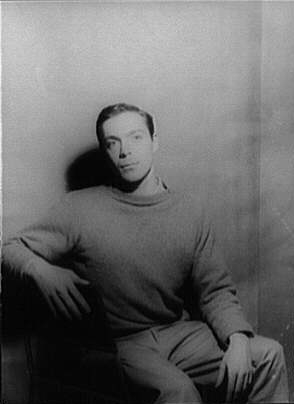
保羅·泰勒

保羅·泰勒（1930年7月29日-2018年8月29日）是一位美国舞蹈家及编舞家。他创立了以自己的名字為名的舞蹈团。泰勒曾获得肯尼迪中心荣誉奖、艾美奖、国家艺术奖章、麦克阿瑟奖。他最終因腎功能衰竭去世。 